# Riccardo Triglia
Riccardo Triglia (Casale Monferrato, 7 novembre 1937 – Casale Monferrato, 16 settembre 2016) è stato un politico italiano.

## Biografia
È stato senatore della Repubblica dal 20 giugno 1979 al 14 aprile 1994 per quattro legislature (VIII, IX, X, XI) per la Democrazia Cristiana, ricoprendo gli incarichi di segretario della Commissione parlamentare per il parere al Governo sui testi unici concernenti la riforma tributaria e vicepresidente della 6ª Commissione Finanze e tesoro, Consigliere comunale di Casale Monferrato dal 1968 al 1970, più volte consigliere comunale e sindaco di Coniolo (Alessandria) in Monferrato dal 1982 al 2004, presidente dell’Associazione Nazionale Comuni Italiani (ANCI) dal 1982 al 1992 (il primo sindaco proveniente da un piccolo comune), vicesindaco e presidente dell’Associazione Comuni del Monferrato.
È stato anche sottosegretario di Stato alle Ministero delle finanze dal 29 aprile 1993 all'11 maggio 1994 nel governo Ciampi.